# 中国民主同盟陕西省委员会
中国民主同盟陕西省委员会，简称民盟陕西省委，是中国民主同盟在陕西省的地方组织。

## 历届委员会

### 第十二届
- 任期：2017年7月－
- 主任委员：张道宏
- 副主任委员：马玉红、郝际平、昝林森、车建营、富君、戴宏科、李香菊、颜明
- 秘书长：詹毅立